# Захаров, Александр Григорьевич (генерал)
Алекса́ндр Григо́рьевич Заха́ров (20 февраля 1921, Москва, РСФСР — 7 августа 2010, Москва, Российская Федерация) — советский военачальник, помощник главнокомандующего по военно-учебным заведениям — начальник военно-учебных заведений РВСН (1965—1971), генерал-лейтенант в отставке, библиотечный деятель, Заслуженный работник культуры РСФСР (1981), Кандидат технических наук.

## Биография
В 1940 г. окончил 1-е Московское артиллерийское Краснознаменное училище им. Красина. После его окончания был назначен на должность командира взвода топографической разведки.
Участник Великой Отечественной войны, участвовал в боевых действиях на Центральном и Брянском фронтах, несмотря на гибель командования, вывел из окружения свою часть в районе г. Новгород-Северский, участвовал в битве за Москву, Орловско-Курском сражении, освобождении Белоруссии, Висло-Одерской операции и взятии Берлина. Закончил войну на Белорусском фронте начальником штаба пушечно-артиллерийского полка.
После войны окончил Артиллерийскую академию им. Ф. Э. Дзержинского.
В 1958—1961 гг. — начальник штаба НИИП-5 МО (Байконур),
в 1961—1965 гг. — начальник космодрома Байконур. За время его командования полигоном в космос были выведены многие типы аппаратов, включая «Восток» с первым космонавтом Юрием Гагариным на борту, а также: «Венера», «Марс», «Луна», «Восход» и другие.
В 1965—1971 гг. — помощник главнокомандующего РВСН по военно-учебным заведениям — начальник военно-учебных заведений Ракетных войск.
В июне 1971 г. был уволен в запас. Организовал работу Библиотеки по естественным наукам Академии Наук (БЕН АН СССР) крупнейшее информационное учреждение, насчитывающее около ста научных библиотек . С 1973 по 2004 год являлся Директором БЕН РАН.
Похоронен в Москве на Троекуровском кладбище, семейный некрополь на участке № 3.

### Семья
Был женат. Сын Захаров Юрий Александрович (1949—1996) — инженер -конструктор, кандидат технических наук, профессор аэрокосмического факультета МАИ имени С. Орджоникидзе, трагически погиб в автокатастрофе.

## Награды и звания
- Орден Почёта (9 марта 1996 года) — за большой вклад в развитие информационно-библиотечного дела[1].
- Награждён орденами Ленина, Красного Знамени, Суворова III степени, дважды — Отечественной войны I степени, Отечественной войны II степени, трижды — Красной Звезды.
- Благодарность Президента Российской Федерации (9 апреля 1996 года) — за большой личный вклад в развитие отечественной космонавтики[2].